# Різнолистник споріднений
Різнолистник споріднений (Heterophyllium affine) — вид мохів порядку гіпнобрієвих (Hypnales).

## Поширення
Ареал охоплює такі частини світу: Європа, Північна Америка, Південна Америка, Азія.
Населяє гнилі колоди, ґрунт, основи дерев у вологих лісах; від низьких до помірних висот.

## Характеристика
Стебла червоно-коричневі, лежачі або майже випрямлені. Стеблові листки 1.5–3 мм. Гілкові листки трохи дрібніші, ланцетні, часто зігнуті. Коробочкові ніжки червонуваті. Коробочка зігнута, 1.5–3 мм. Спори 11–14 мкм.